# Чемпионат Европы по горному бегу 2005
Чемпионат Европы по горному бегу 2005 года прошёл 10 июля в Хайлигенблуте (федеральная земля Каринтия, Австрия). Участники соревновались в дисциплине горного бега «вверх». Разыгрывались 4 комплекта наград: по два в индивидуальном и командном зачётах среди мужчин и женщин.
Чемпионат Европы был проведён в рамках традиционного пробега Grossglockner Berglauf. Маршрут был проложен по территории национального парка Высокий Тауэрн. Участники взбирались по склонам горы Гросглоккнер — высочайшей точки Австрии. Трасса пересекала три природные зоны, добираясь до высокогорных озёр и ледников. Финиш находился на вершине Кайзер-Франц-Иосиф (нем. Kaiser-Franz-Josefs-Höhe) на высоте 2370 метров над уровнем моря. Последняя 1000 метров дистанции представляла собой почти вертикальный серпантин.
Соревнования прошли в дождливую погоду. На старт вышли 164 бегуна (93 мужчины и 71 женщина) из 28 стран Европы. Каждая страна могла выставить до 4 человек в каждый из забегов. Сильнейшие в командном первенстве определялись по сумме мест трёх лучших участников.
Победу в индивидуальных забегах одержали хозяева соревнований. Андреа Майр предприняла попытки отрыва на двух спусках на первой половине дистанции, и одна из них удалась. Действующая чемпионка Анна Пихртова немного сократила отставание на заключительном крутом отрезке, но всё же уступила победительнице почти две минуты.
Похожую тактику в мужском забеге выбрал Флориан Хайнцле. Ему удалось уйти от преследователей на пологих участках дистанции, а при беге в гору он упрочил своё преимущество.

## Расписание
| Дата         | Время | Забег   |
| ------------ | ----- | ------- |
| 10 июля 2005 | 8:30  | Женщины |
| 10 июля 2005 | 10:00 | Мужчины |

Время местное (UTC+2)

## Призёры
Курсивом выделены участники, чей результат не пошёл в зачёт команды

### Мужчины
| Дисциплина                      | Золото                                                                    | Золото   | Серебро                                                               | Серебро | Бронза                                                                    | Бронза   |
| ------------------------------- | ------------------------------------------------------------------------- | -------- | --------------------------------------------------------------------- | ------- | ------------------------------------------------------------------------- | -------- |
| 12,95 км перепад высот: +1520 м | Флориан Хайнцле Австрия                                                   | 1:11.36  | Хельмут Шиссль Германия                                               | 1:12.16 | Марко Де Гаспери Италия                                                   | 1:12.35  |
| 12,95 км (команды)              | Италия · Марко Де Гаспери · Марко Гайярдо · Габриэле Абате · Давиде Кикко | 20 очков | Великобритания · Мартин Кокс · Стивен Вернон · Энди Джонс · Тим Дэвис | 31 очко | Франция · Раймон Фонтен · Жюльен Ранкон · Жан-Кристоф Дюпон · Жорж Бюррье | 36 очков |

### Женщины
| Дисциплина                      | Золото                                                                             | Золото  | Серебро                                                                                  | Серебро | Бронза                                                                 | Бронза  |
| ------------------------------- | ---------------------------------------------------------------------------------- | ------- | ---------------------------------------------------------------------------------------- | ------- | ---------------------------------------------------------------------- | ------- |
| 10,06 км перепад высот: +1335 м | Андреа Майр Австрия                                                                | 1:07.42 | Анна Пихртова Чехия                                                                      | 1:09.38 | Анжелин Жоли Швейцария                                                 | 1:10.44 |
| 10,06 км (команды)              | Великобритания · Мэри Уилкинсон · Виктория Уилкинсон · Лин Уилсон · Трейси Бриндли | 34 очка | Италия · Виттория Сальвини · Антонелла Конфортола · Флавия Гавильо · Моника Морстофолини | 34 очка | Чехия · Анна Пихртова · Ирена Шадкова · Павла Матяшова · Павла Гавлова | 41 очко |

## Медальный зачёт
Медали завоевали представители 7 стран-участниц.
 Принимающая страна
| Место | Страна         | Золото | Серебро | Бронза | Всего |
| ----- | -------------- | ------ | ------- | ------ | ----- |
| 1     | Австрия        | 2      | 0       | 0      | 2     |
| 2     | Италия         | 1      | 1       | 1      | 3     |
| 3     | Великобритания | 1      | 1       | 0      | 2     |
| 4     | Чехия          | 0      | 1       | 1      | 2     |
| 5     | Германия       | 0      | 1       | 0      | 1     |
| 6     | Франция        | 0      | 0       | 1      | 1     |
| 6     | Швейцария      | 0      | 0       | 1      | 1     |
| Всего | Всего          | 4      | 4       | 4      | 12    |